# Río Hamza
El río Hamza es una masa de agua subterránea que fluye lentamente bajo la cuenca del Amazonas, por lo que se ha propuesto que se trata de un río subterráneo, aunque hay quienes afirman que no se le puede considerar un río.
Aunque corre bajo la tierra en el mismo sentido que el río Amazonas (oeste a este), sus aguas se filtran por las rocas sedimentarias a una velocidad mucho menor.
El río Hamza nace en los Andes peruanos y se cree que desemboca en el océano Atlántico después de un recorrido de unos 6000 km, por lo que podría ser el río subterráneo más largo del mundo.

## Curso

El río Hamza es usado para pozos y agricultura en las zonas donde está cerca de la superficie, similar a como hace este qanat.

Al igual que el río Amazonas, el río Hamza nace en la cordillera de los Andes en el Perú. De hecho, algunos poblados del departamento del Cuzco acceden a sus aguas subterráneas mediante excavaciones para hacer pozos o para riego.
El curso del río Hamza se ha observado en las cuencas sedimentarias de Acre, Solimões, Amazonas, Marajó y Barreirinhas, en Brasil, pero podría atravesar también otras regiones.
El flujo subterráneo del agua es casi vertical hasta que alcanza una profundidad de 2.000 m, y gradualmente se torna horizontal conforme desciende a profundidades mayores, pudiendo alcanzar los 4.000 m en algunos puntos. Este curso horizontal, de oeste a este, inicia en el estado brasileño de Acre y se cree que termina en el Atlántico, en las inmediaciones de la desembocadura del río Amazonas en las costas de Amapá y Pará, también en Brasil. De ser así, la longitud total del trayecto sería de unos 6.000 km.

## Sistema subterráneo

Las moléculas de agua se filtran lentamente por los poros de las rocas, como esta partícula en una red.

El río Hamza constituye el flujo subterráneo de los dos sistemas de descarga de aguas de la Amazonia. El otro sistema, el superficial, es el río más largo del mundo: el Amazonas. El río Hamza es el más ancho de los dos sistemas, pues la distancia entre sus márgenes es de 200 a 400 km, mientras que la anchura del Amazonas está entre 1 y 100 km.
Sin embargo, su caudal de 3.090 m³/s es mucho más lento que el del sistema superficial, pues avanza sólo de 10 a 100 metros por año, mientras que el Amazonas fluye a una velocidad entre 0,1 y 2 metros por segundo. Esto se debe a que las aguas del río Hamza no corren a lo largo de una cueva subterránea, sino que permean por los poros de las rocas sedimentarias, y es una de las razones por la que existe polémica en cuanto a considerarlo un río (ver abajo).
A pesar de su lentitud, el río Hamza probablemente descarga enormes cantidades de agua en el océano Atlántico, pues aunque desemboca en partes profundas del mar, podría ser el responsable de las zonas de baja salinidad observadas hasta 150 km mar adentro y que incluso modifican el ecosistema permitiendo la existencia de especies de agua dulce en esta región. Sin embargo, hay quienes aseguran que no puede existir agua dulce en las profundidades que alcanza el río Hamza, y que su agua es salina.

## Descubrimiento

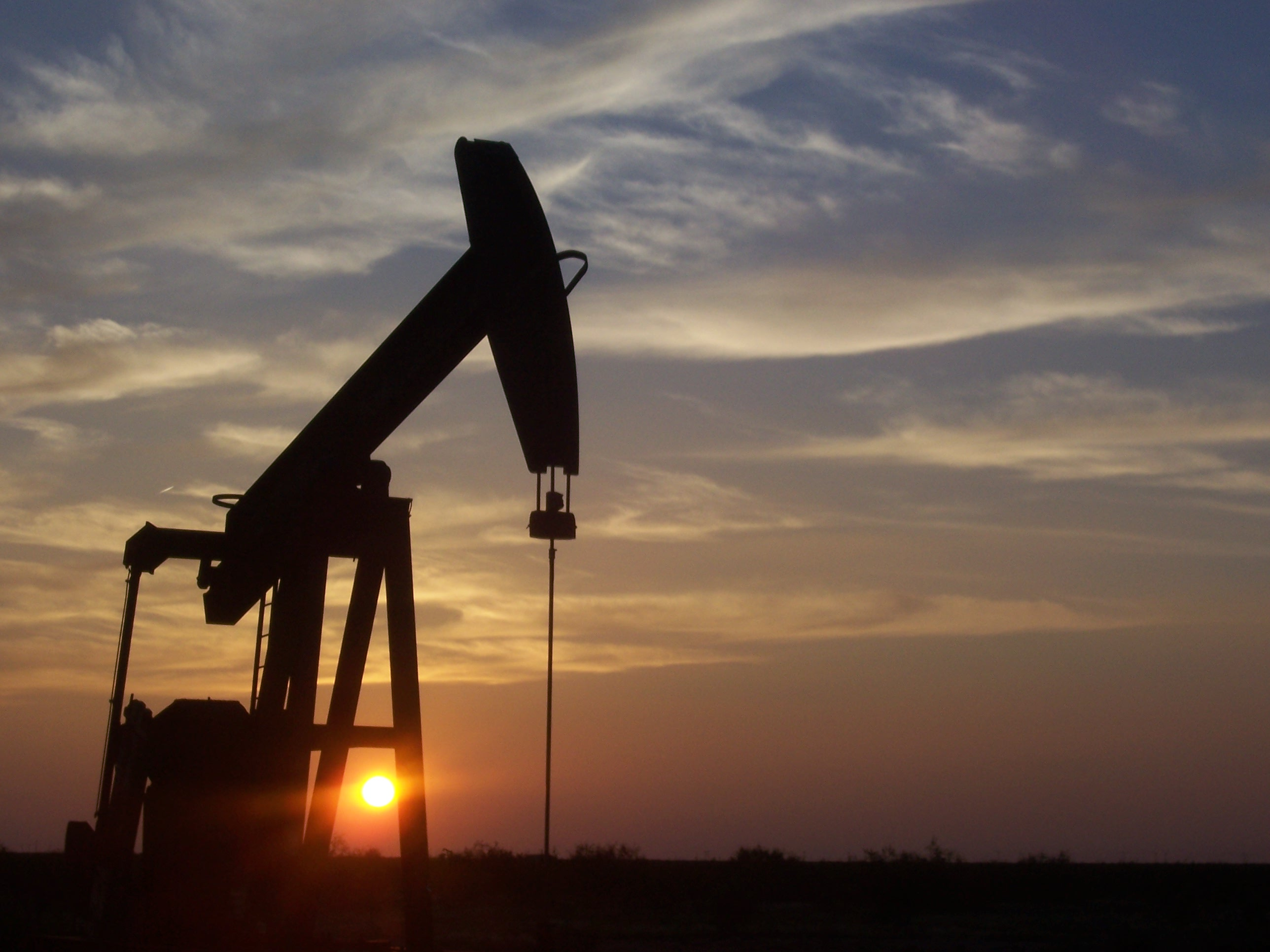
El río Hamza fue descubierto analizando datos de pozos profundos inactivos.

El flujo subterráneo de agua fue descubierto al analizar los registros de temperatura de 241 pozos profundos que fueron perforados por Petrobras en la Amazonia en los años 1970 y 1980 y que actualmente están inactivos. En ellos se observó una caída de temperatura subterránea de hasta 5 °C con respecto a los 24 °C del suelo, lo cual evidenció la presencia de agua en el subsuelo. Investigaciones posteriores revelaron mediante modelos matemáticos que el agua se movía lentamente a través de los sedimentos, sugiriendo que no se trataba de un acuífero estático sino de un río subterráneo.
El río Hamza fue bautizado provisionalmente con el nombre de Valiya Mannathal Hamza, asesor de la tesis doctoral de Elizabeth Tavares Pimentel, quien realizó el descubrimiento como estudiante del Observatorio Nacional, en Brasil, y lo dio a conocer en 2011 en el 12º Congreso Internacional de la Sociedad Brasileña de Geofísica.

## Polémica

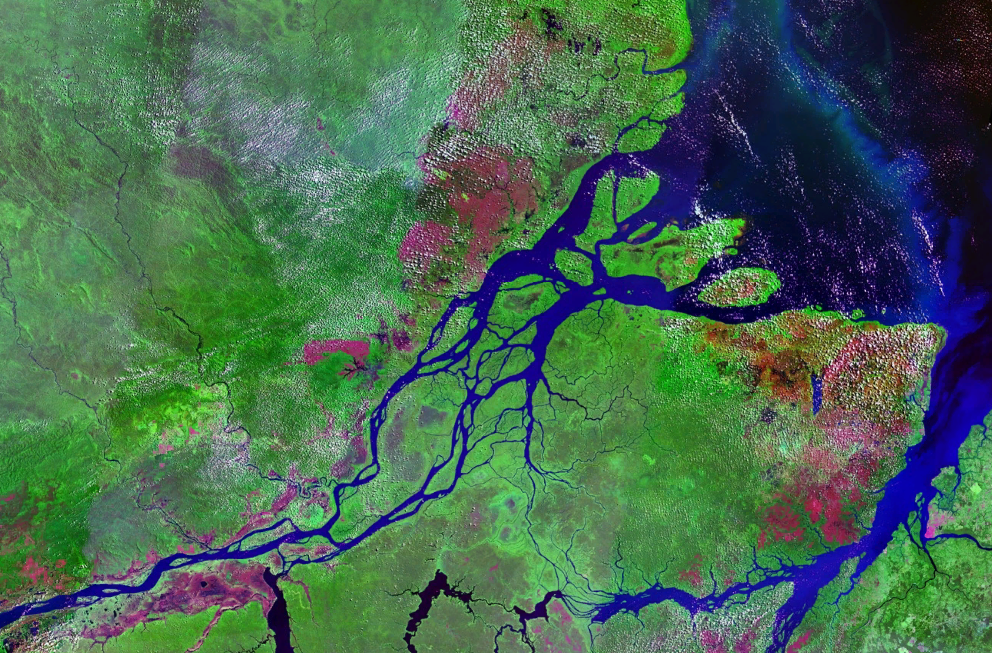
La presencia de sedimentos arrastrados desde el subsuelo a las inmediaciones de la desembocadura del Amazonas sería una prueba del flujo del río Hamza.

Aunque el equipo del Observatorio Nacional que realizó el descubrimiento admite que han «usado el término río más en un sentido genérico que en una noción popular», existe un debate acerca de si esta masa de agua subterránea fluye realmente como un río.
Por una parte, se ha argumentado que existen barreras impermeables de roca antigua que separan las cuencas sedimentarias por las que se supone que fluye el agua, por lo que sería improbable que alcanzara el océano Atlántico. Sin embargo, de acuerdo con el equipo descubridor, la capa media de la cuenca sedimentaria del Amazonas es suficientemente permeable como para permitir el flujo de agua.
Por otro lado, se ha sugerido que es necesario confirmar la existencia del flujo con mediciones en las zonas costeras, pero el grupo del Observatorio Nacional asegura que los métodos geotermales que utilizaron son los mejores para detectar flujos de tan baja velocidad (que es incluso menor que el flujo de hielo en un glaciar). Como alternativa, el equipo brasileño ha propuesto examinar los sedimentos en la zona del Atlántico donde desembocaría el río Hamza, donde se esperaría encontrar material transportado por el flujo subterráneo.
El equipo planea continuar la investigación y mejorar su base de datos, incorporando mediciones de temperatura subterránea en  el estado de Rondonia y en Manaos (estado de Amazonas), con lo que esperan obtener una medición más precisa de la velocidad del flujo.